# Over and Out
Over And Out är soloalbum, postumt utgivet av Status Quo-Medlemmen Rick Parfitt den 23 mars 2018. 

## Låtförteckning
Alla låtar är skriva av Rick Parfitt utom spår 1 där Jo Webb var med och skrev och spår 7 & 8 där John David skrev låtarna. 
| Nr  | Titel                      | Längd |
| --- | -------------------------- | ----- |
| 1.  | Twinkletoes                | 2:55  |
| 2.  | Lonesome Road              | 3:28  |
| 3.  | Over And Out               | 3:20  |
| 4.  | When I Was Fallin' In Love | 3:23  |
| 5.  | Fight For Every Heartbeat  | 3:24  |
| 6.  | Without You                | 3:22  |
| 7.  | Long Distance Love         | 3:45  |
| 8.  | Everybofy Knows How To Fly | 3:28  |
| 9.  | Lock Myself Away           | 3:35  |
| 10. | Halloween                  | 5:02  |

## Medverkande
- Rick Parfitt - Rytmgitarr, Sång
- Jo Webb - Sologitarr, Keyboard; spår 1, 2, 3, 4 & 6, Bakgrundssång; spår 1-9
- Brian May - Sologitarr
- Pip Williams - Sologitarr; spår 10
- Rick Parfitt Jnr - Bakgrundssång; spår 1, 5 & 8, Percussion instrument; spår 9
- John 'Rhino' Edwards - Elbas; spår 2, 8 & 10
- Dave Marks - Elbas; pår 1, 3, 4, 5, 6 & 9, Percussion instrument; spår 1-9
- Christopher Wolstenholme - Elbas, Sologitarr, Bakgrundssång; spår 7
- Axel Toff - Trummor; spår 1-9
- Jeff Rich - Trummor; spår 10
- Shannon Harris - Piano; spår 1, 5, 6, 8 & 9
- Tim Oliver - Synthesizer; spår 1, 2 & 7
- Eike Freese - Bakgrundssång; spår 5, Percussion instrument; 9
- Martin Ditcham - Percussion_instrument
- Ivan Hussey - Cello; spår 6
- Stephen Hussey - Violin; spår 6
- Alan Lancaster - Bakgrundssång; spår 8
- Wayne Morris - Sologitarr; spår 8
- Bob Young - Munspel; 8
- Katie Kissoon - Bakgrundssång; spår 10
- Stevie Lange- Bakgrundssång; spår 10
- Vikki Brown - Bakgrundssång; spår 10
- Bias Boshell  - Keyboard; spår 10